# Władysław Boerner
Władysław Juliusz Boerner (ur. w maju 1865 w Zduńskiej Woli, zm. 11 kwietnia 1919 w Warszawie) – prawnik i działacz niepodległościowy, radca Konsystorza Ewangelicko-Augsburskiego w Warszawie.
Urodził się w spolonizowanej i patriotycznej rodzinie ewangelickiej. Był synem Edwarda Ignacego (1833–1910), powstańca styczniowego i pastora ewangelickiego w Zduńskiej Woli i superintendenta kaliskiego oraz córki pastora Marii Klary z Rauhów (1839-1913). Miał liczne rodzeństwo siostry: Marię Paulinę (ur. 1862), Zofię (ur. 1867) żonę Włodzimierza Lembke, Annę (ur. 1868), Helenę Augustę (ur. 1872) żonę Aleksandra Lorentza, Wandę Łucję (1874–1897) oraz braci Edwarda Józefa (ur. 1863), Ignacego Augusta (1875–1933) i Edwarda (ur. 1882). Jego siostrzeńcem był historyk Zygmunt Lorentz (1894–1942) a siostrzenicą powieściopisarka Zofia Lorentz. Od 1891 mąż Pauliny Herminy z Fiedlerów (1868–1938).
Ukończył prawo na Uniwersytecie Warszawskim. Mimo to ze względu na manifestowanie swej polskości władze rosyjskie nie zgadzały się na zatrudnienie go w sądownictwie na terenie Królestwa Polskiego. W związku z tym w 1894 wyjechał w głąb Rosji. Po kilku latach aplikacji został sędzią Sądu Okręgowego w Samarze. Podczas I wojny światowej działacz Polskiego Towarzystwa Pomocy Ofiarom Wojny w Samarze, gdzie był założycielem, a następnie prezesem Domu Polskiego. Po powrocie do kraju sędzia Sądu Okręgowego w Warszawie (1918–1919). Po odzyskaniu niepodległości wszedł z początkiem 1919 jako radca świecki do pierwszego polskiego Konsystorza Ewangelicko-Augsburskiego w Warszawie wraz z sędzią Jakubem Glassem – prezesem, ks. Superintendentem gen. J. Bursche – wiceprezesem, radcami duchownymi: ks. ks. R. Gundlachem z Łodzi i Aleksandrem Schoeneichem z Lublina, oraz radcą świeckim prof. dr. Józefem Buzkiem.
Pochowany wraz z żoną w grobowcu rodzinnym na cmentarzu ewangelicko-augsburskim na Powązkach w Warszawie.